# 2008 v hudbě
Tento článek obsahuje události související s hudbou, které proběhly v roce 2008.

## Založené kapely
- AC4
- Rival Sons
- Below The Mark

## Hudební alba

### Česká hudební alba

#### Leden
| Den | Album                      | Umělec       | Poznámky |
| --- | -------------------------- | ------------ | -------- |
| 18. | Laboratoř                  | Olympic      | reedice  |
| 21. | Legenda                    | Eva Olmerová |          |
| 25. | Gorila vs. Architekt       | Vladimir 518 |          |
| 28. | Nej písničky o lásce všech | různí        |          |
|     | III                        | Napalmed     |          |

#### Únor
| Den | Album                                      | Umělec                       | Poznámky                 |
| --- | ------------------------------------------ | ---------------------------- | ------------------------ |
| 1.  | Posel dobrých zpráv + Loď snů              | Karel Gott                   |                          |
| 1.  | Hotel Moscow                               | Airfare                      |                          |
| 1.  | IDO                                        | Autopilote                   |                          |
| 1.  | Hitparáda filmových melodií                | různí                        |                          |
| 4.  | O život (soundtrack)                       | různí                        |                          |
| 8.  | Na stanici polární                         | Mňága a Žďorp                |                          |
| 8.  | Pop galerie                                | Ljuba Hermanová              |                          |
| 8.  | Pop galerie                                | Petr Rezek                   |                          |
| 8.  | Pop galerie                                | Viktor Sodoma                |                          |
| 11. | Ikarus                                     | Jaromír Nohavica             |                          |
| 14. | Střela zastavená v jantaru                 | Květy                        |                          |
| 15. | Bylo fajn – 20 originálních hitů 1969–2008 | Petr Spálený                 |                          |
| 15. | Taxi incl. Miloš Makovský                  | Taxi                         |                          |
| 17. | Vysněné                                    | Velmi krátké vlny            |                          |
| 18. | Zejtra mám                                 | Ready Kirken                 |                          |
| 18. | Muž, který nikdy nebyl in                  | Pavel Bobek                  | reedice alba z roku 2006 |
| 18. | Největší hity                              | Leoš Mareš                   |                          |
| 18. | Vadí nevadí                                | Wabi Daněk                   |                          |
| 18. | Jožin z bažin w Polsce                     | Ivan Mládek & Banjo Band     |                          |
| 20. | Ballads and More                           | Emil Viklický Trio           |                          |
| 22. | Příznaky lásky                             | Luboš Pospíšil & 5P          |                          |
| 22. | Život a dílo                               | Jan Vodňanský a Petr Skoumal |                          |
| 25. | Optimista                                  | Jaksi Taksi                  |                          |
| 29. | Cesta do záhu(d)by                         | Tomáš Klus                   |                          |
| 29. | 100% Karate                                | Nuck Chorris Gang            |                          |

#### Březen
| Den | Album                                | Umělec                                                      | Poznámky                 |
| --- | ------------------------------------ | ----------------------------------------------------------- | ------------------------ |
| 1.  | Moja a páv                           | Lucie Bílá a další                                          |                          |
| 3.  | Crossing Bridges                     | Helena Zeťová                                               |                          |
| 3.  | Happy Day                            | Zuzana Stirská & Gospel Time                                |                          |
| 10. | Láska jako oliva                     | Ivan Hlas Trio (Ivan Hlas, Norbi Kovács a Olin Nejezchleba) |                          |
| 10. | D2                                   | Dara Rolins                                                 |                          |
| 17. | Svatba na bitevním poli (soundtrack) | Karel Holas a Čechomor                                      |                          |
| 17. | Ticho                                | Ewa Farna                                                   | reedice alba z roku 2007 |
| 21. | Live                                 | Blue Effect                                                 | koncertní album          |
| 21. | Live & Life 1966–2008                | Blue Effect                                                 | 2DVD                     |
| 21. | 25 let                               | Visací zámek                                                | CD + DVD                 |
| 21. | Tam za tím mořem piva...             | Jan Werich                                                  |                          |
| 21. | University                           | Harlej                                                      |                          |
| 21. | Zimomriavky                          | Minach                                                      |                          |
| 21. | Amores perros, voe!                  | Rybičky 48                                                  |                          |
| 25. | Escapism                             | Skyline                                                     | CD + DVD Live In Fléda   |
| 28. | Plaváček                             | Karel Kryl                                                  | reedice; +live bonus     |
| 31. | Silently Dawning                     | David Dorůžka                                               |                          |
| 31. | Overseason                           | Ondřej Pivec                                                |                          |
|     | Plnou parou...                       | Exni!to                                                     |                          |

#### Duben
| Den | Album                                 | Umělec                                           | Poznámky            |
| --- | ------------------------------------- | ------------------------------------------------ | ------------------- |
| 1.  | Box Popron                            | Petr Hapka & Michal Horáček                      |                     |
| 7.  | Tales                                 | Robert Balzar Trio & John Abercrombie            |                     |
| 7.  | 24 Golden Hits                        | Golden Kids                                      |                     |
| 10. | Lé La                                 | Čankišou                                         |                     |
| 10. | Maybe Later                           | František Uhlíř, Darko Jurkovič, Jaromír Helešic |                     |
| 12. | Noc ozvěn                             | Majerovy brzdové tabulky                         | živá nahrávka       |
| 14. | Urban Menu                            | Fast Food Orchestra                              |                     |
| 14. | Kulturní revoluce                     | Štěpán Turek & The Jitrnice zdarma               |                     |
| 15. | Brant Rock                            | 100°C                                            | 2CD                 |
| 18. | Zrnko písku                           | Bohemia                                          | reedice + bonusy    |
| 18. | Hurvínkův špalíček říkadel a písniček | Spejbl a Hurvínek                                |                     |
| 20. | Ressonus Net Vol. 1                   | různí                                            |                     |
| 21. | Okolo                                 | OTK                                              |                     |
| 21. | Hity a skorohity                      | Zdeněk Svěrák & Jaroslav Uhlíř                   | 2CD                 |
| 21. | Best Of 20 let                        | Wanastowi Vjecy                                  | 2CD + DVD (reedice) |
| 21. | Podobojí                              | Jan Zubryckyj a Na volné noze                    |                     |
| 21. | Trochu jiná                           | Irena Kousalová                                  |                     |
| 23. | More, love!                           | Terne Čhave                                      |                     |
| 25. | Live 1970/71 – Necenzurované nahrávky | Rangers – Plavci                                 |                     |
|     | Live In Retro Music Hall / Best Of    | B.S.P.                                           |                     |
|     | Hnětetěto                             | Nedělní lidé                                     |                     |
|     | Gold                                  | Dalibor Janda                                    |                     |
|     | Gold                                  | Iveta Bartošová                                  |                     |
|     | Gold                                  | Lucie Bílá                                       |                     |
|     | La comadreja                          | Zelené koule                                     |                     |

#### Květen
| Den | Album                               | Umělec                           | Poznámky |
| --- | ----------------------------------- | -------------------------------- | -------- |
| 2.  | Festival–Xantipa–Formule 1          | Synkopy 61                       | 2CD      |
| 5.  | Lucerna                             | Lucie Bílá                       |          |
| 5.  | Looking Back                        | S.O.I.L.                         |          |
| 5.  | Sunset Blvd.                        | Sunset Blvd.                     |          |
| 6.  | Vivaldianno MMVIII                  | Jaroslav Svěcený a Michal Dvořák |          |
| 9.  | Jevany                              | Lou Fanánek Hagen                |          |
| 9.  | Platinum Collection                 | Iveta Bartošová                  | 3CD      |
| 9.  | Platinum Collection                 | Argema                           | 3CD      |
| 9.  | Platinum Collection                 | Pavel Dobeš                      | 3CD      |
| 12. | Ilona Csáková                       | Ilona Csáková                    |          |
| 12. | Platinum Collection                 | Mňága a Žďorp                    |          |
| 12. | Nad stádem koní                     | různí                            |          |
| 12. | Hvězdy jako hvězdy                  | různí                            |          |
| 13. | Dobrou noc, světlo                  | Budoár staré dámy                |          |
| 15. | Interview                           | Pio Squad                        |          |
| 16. | Made in Czecho Slováček             | Felix Slováček                   |          |
| 16. | Klavírní tria                       | Sukovo trio                      |          |
| 16. | Marsyas (Jubilejní edice 1978–2008) | Marsyas                          |          |
| 16. | Slunce/Zrcadlo                      | Petr Muk                         | CD + DVD |
| 19. | Golden Evergreens                   | Láďa Kerndl a Tereza Kerndlová   |          |
| 19. | Velvet                              | Victoria                         |          |
| 19. | Best Of: Beatová síň slávy          | Aleš Brichta                     |          |
| 20. | Kabaret Fonky                       | Symptom Fonk                     |          |
| 21. | U mě dobrý (soundtrack)             | různí                            |          |
| 22. | Potápěči                            | Obří Broskev                     |          |
| 23. | Na barikádách z P                   | Hrdinové nové fronty             |          |
| 26. | Animage                             | Dan Bárta a Illustratosphere     |          |
| 26. | Bobr                                | Děda Mládek Illegal Band         |          |
| 26. | Mellow Yellow                       | Žlutý pes                        |          |
| 26. | 16 nej od táborových ohňů           | Druhá tráva a hosté              |          |
| 29. | Laudanum                            | Magnetik                         |          |
| 30. | Nerez – Neřež 1982–2007             | Vít Sázavský                     |          |
| 30. | Nejsem tvůj spasitel                | Straight                         |          |
| 30. | 16                                  | The Partisan                     |          |

#### Červen
| Den | Album                      | Umělec                      | Poznámky                   |
| --- | -------------------------- | --------------------------- | -------------------------- |
| 2.  | Aspoň jednu krásu světa    | Ondřej Konrád & Gumbo       |                            |
| 2.  | Markéta                    | Markéta Poulíčková          |                            |
| 2.  | 25 let v tom               | Jaroslav Olin Nejezchleba   | 2CD                        |
| 2.  | Alan Bastien               | Alan Bastien                |                            |
| 2.  | Jasná zpráva? Jedeme dál!  | různí                       |                            |
| 5.  | Reprezent                  | Gipsy.cz                    | v mp3 vyšlo již 26. května |
| 6.  | Sluneční věk               | Václav Neckář a Bacily      | (+ 7 bonusů)               |
| 6.  | Lidi                       | Jana Lota                   |                            |
| 9.  | Best Of 1998–2008          | Polemic                     |                            |
| 13. | Já jsem básník, mistr péra | František Ringo Čech        | 2CD                        |
| 15. | Pořád to platí 1968–1989   | Michal Prokop & Framus Five | 6CD                        |
| 16. | Chlebíčky                  | Bratři Ebenové              |                            |
| 16. | Thank You Dr. Beat         | Gaia Mesiah                 |                            |
| 16. | Mezi kameny                | Pavel Žalman Lohonka        | CD + DVD                   |
| 20. | Mydlovary                  | Tři sestry                  | CD + DVD s bonusy          |
| 20. | Fidlej a hraj              | Michal Tučný                | DVD                        |
| 20. | Proměny Tour               | Čechomor                    | reedice                    |
| 23. | Fénix                      | Lucie Vondráčková           |                            |
| 23. | Rok psa                    | Hugo Toxxx                  |                            |
| 30. | Genius Loci                | Zlatý Voči                  |                            |
| 30. | Tram'n'bus                 | Budulínek                   |                            |
| 30. | Porta 1998–2007 – Trefa 2  | různí                       |                            |

#### Červenec
| Den | Album                              | Umělec       | Poznámky                 |
| --- | ---------------------------------- | ------------ | ------------------------ |
| 5.  | Heavy Model aneb srdce pro Anubise | Znouzectnost |                          |
| 14. | Léto je léto                       | různí        |                          |
| 16. | Ber dokud dávám                    | Nežfaleš     |                          |
|     | X-Factor                           | Ondřej Ruml  |                          |
|     | Kill Death                         | The Tchendos |                          |
|     | V. Z. znovu zasahuje               | Visací zámek | reedice alba z roku 2000 |
|     | Žofín                              | Visací zámek | reedice alba z roku 2002 |

#### Srpen
| Den | Album                 | Umělec                          | Poznámky                 |
| --- | --------------------- | ------------------------------- | ------------------------ |
| 8.  | Běž domů, Ivane!      | různí, sestavil Jiří Černý      |                          |
| 8.  | Kanagom (Zlatá edice) | Olympic                         | reedice alba z roku 1985 |
| 8.  | Páté poschodí         | Dalibor Janda                   |                          |
| 25. | Archa 6. 6. 2007      | Vladimír Mišík + Etc... + hosté | DVD                      |
| 29. | Příběh                | Marta Kubišová                  | DVD                      |
|     | Bojovníci snů         | Dáša Vokatá                     |                          |

#### Září
| Den | Album                                                    | Umělec                                             | Poznámky                 |
| --- | -------------------------------------------------------- | -------------------------------------------------- | ------------------------ |
| 1.  | O Mourince a Lojzíkovi aneb Pohádkové čtení se zpěvy     | Radůza                                             |                          |
| 1.  | Není co řeshit                                           | ZakázanÝ ovoce                                     |                          |
| 1.  | Nedvědi 60 + Fešáci 40                                   | Nedvědi (Jan a František Nedvědovi) a Fešáci       |                          |
| 1.  | An delienn                                               | Bran                                               |                          |
| 8.  | Lick It                                                  | Support Lesbiens                                   |                          |
| 8.  | Máj (soundtrack)                                         | Support Lesbiens                                   |                          |
| 8.  | New Religion                                             | Votchi                                             |                          |
| 11. | Vertigo Quintet & Dorota Barová                          | Vertigo Quintet & Dorota Barová                    |                          |
| 15. | Songs My Mother Taught Me                                | Magdalena Kožená                                   |                          |
| 15. | Johoho                                                   | Alkehol                                            |                          |
| 19. | To samozřejmě můžeš                                      | Brutus                                             |                          |
| 22. | Memory Flash                                             | Petr Zelenka                                       |                          |
| 26. | Guitar Solo Collection                                   | Lubomír Brabec                                     |                          |
| 26. | 34 / 35 I Love You For Sentimental Reasons / Písmo lásky | Karel Gott                                         | 2CD                      |
| 29. | Eternal Seekers                                          | Lenka Dusilová, Beata Hlavenková, Clarinet Factory |                          |
| 29. | Návod ke čtení manuálu                                   | Xindl X                                            |                          |
| 29. | 5                                                        | Škwor                                              | CD + DVD                 |
| 29. | Hledala maleny                                           | Rekes Mudes                                        |                          |
| 29. | Lucerna                                                  | Lucie Bílá                                         | CD + DVD                 |
| 29. | Zlatý a český slavík                                     | různí                                              | 2CD                      |
| 30. | Fonók                                                    | DVA                                                | debut; v mp3 už 18. září |
|     | Jsem zpátky                                              | Iveta Bartošová                                    |                          |
|     | Gold/Forza                                               | Petr Muk                                           |                          |
|     | Gold/Forza                                               | Ilona Csáková                                      |                          |

#### Říjen
| Den | Album                                             | Umělec                                      | Poznámky |
| --- | ------------------------------------------------- | ------------------------------------------- | -------- |
| 1.  | Addiction                                         | Southpaw                                    |          |
| 1.  | Do skoku                                          | Camael                                      |          |
| 1.  | To se tam nevejde                                 | Heebie Jeebies                              |          |
| 3.  | Ve tmě mě zanechte...                             | John Dowland, Jana Lewitová, Vladimír Merta |          |
| 4.  | Proti srsti                                       | Vision Days                                 |          |
| 6.  | Měsíček svítí                                     | Sestry Steinovy                             |          |
| 6.  | Láska se narodila o Vánocích                      | Jakub Smolík                                |          |
| 6.  | Monopol Records – The 5th Anniversary Compilation | různí                                       |          |
| 9.  | Keep On Walking                                   | Jan Štolba Quartet                          |          |
| 13. | Když Chinaski tak naživo                          | Chinaski                                    | CD + DVD |
| 13. | Sbírka kiksů                                      | Jiří Schmitzer                              |          |
| 14. | Svět podivínů                                     | Sylvie Krobová                              |          |
| 15. | 3rd                                               | 4TET                                        |          |
| 17. | Gipsy Way                                         | Pavel Šporcl & Romano Stilo                 |          |
| 17. | Good bye!                                         | Katapult                                    |          |
| 20. | Ztrácíš                                           | Marek Ztracený                              |          |
| 20. | Kus cesty zbývá                                   | Jiří Zonyga                                 |          |
| 20. | Opizze                                            | Gibon                                       |          |
| 20. | Adéla ještě nevečeřela (soundtrack k muzikálu)    | různí                                       |          |
| 24. | Dávné lásky                                       | Hana Zagorová                               |          |
| 24. | Tisíc tváří lásky                                 | Marie Rottrová                              | DVD      |
| 24. | Dárek na památku                                  | Yvetta Simonová                             | 2CD      |
| 27. | 365                                               | Kamil Střihavka                             |          |
| 27. | Vánoce hrajou glórijá                             | Petr Kotvald                                |          |
| 27. | Anglické jahody (soundtrack)                      | Tomáše Klus a další                         |          |
| 27. | 22                                                | Iveta Bartošová                             |          |
| 30. | Je to důvod                                       | Okrej (Oldřich Krejčoves a hosté)           |          |
| 31. | Smíření                                           | Bohuš Matuš                                 |          |
| 31. | Corrida 2007 Live                                 | Kabát                                       | DVD      |
|     | Lamento                                           | První hoře                                  |          |
|     | Dance Songs                                       | Michal David                                |          |
|     | Dej mi svojí krev                                 | Pork Soda                                   |          |

#### Listopad
| Den | Album                                 | Umělec                                    | Poznámky |
| --- | ------------------------------------- | ----------------------------------------- | -------- |
| 1.  | Online                                | 1st Choice                                |          |
| 3.  | Smetana                               | Tata Bojs & Ahn Trio                      |          |
| 3.  | Autopohádky 1+2                       | Chinaski                                  | 2CD      |
| 3.  | Akustika                              | Imodium                                   |          |
| 3.  | Zeurítia                              | Zeurítia                                  |          |
| 3.  | Taknatudu                             | Taknatudu                                 |          |
| 4.  | 20ers                                 | různí                                     |          |
| 5.  | Jazz                                  | Iva Bittová a Ida Kelarová                | 2DVD     |
| 6.  | Progres Story 1968–2008               | Progres 2                                 | 2CD      |
| 6.  | Progres Story 1968–2008               | Progres 2                                 | DVD      |
| 8.  | We've Got No Friends                  | Toneless                                  |          |
| 10. | Ohrožený druh                         | Michal Horáček                            |          |
| 10. | Retro                                 | Tereza Kerndlová                          |          |
| 10. | Blíž ke hvězdám                       | Ewa Farna                                 | CD+DVD   |
| 10. | Carmen                                | Lucie Bílá a spol.                        |          |
| 10. | Disco 2008                            | Michal David                              |          |
| 10. | Mise na Mars                          | Zdeněk Izer                               |          |
| 14. | Akordy                                | Karel Kryl                                |          |
| 14. | Blázen, kdo se lásky zříká            | Helena Vondráčková                        |          |
| 14. | To nejlepší z českého rocku           | různí                                     | 5CD      |
| 18. | Dobře nám                             | Koa                                       |          |
| 19. | Moment In Time                        | Luboš Andršt Group                        |          |
| 20. | The Swell Season                      | Glen Hansard a Markéta Irglová            | DVD      |
| 20. | Malá černá domů                       | Trio de Janeiro                           |          |
| 21. | Máme doma papouška                    | Ponožky pana Semtamťuka                   |          |
| 21. | Pověsti moravských hradů a zámků      | Čechomor a Miroslav Vladyka               |          |
| 21. | Zlatá kolekce                         | Jiří Korn                                 | 2CD+DVD  |
| 21. | Pozpátku                              | Sex Deviants                              |          |
| 21. | Nová drákulománia                     | Hrdinové nové fronty                      | reedice  |
| 23. | O Vánocích zpívám                     | Irena Budweiserová                        |          |
| 24. | Live                                  | Lenka Filipová                            | CD+DVD   |
| 24. | Proměna                               | Jan Budař a Eliščin Band                  |          |
| 24. | Plán na zimu                          | Hm...                                     |          |
| 24. | Písně pašijové                        | C&K Vocal                                 |          |
| 25. | Électronique (MiouMixes)              | Miou Miou                                 |          |
| 27. | Best Off                              | Vítkovo kvarteto & Veteráni studené války | 2CD      |
| 27. | Jednoduché písničky o složitém životě | Poletíme?                                 |          |
| 29. | Šance                                 | The Fialky                                |          |
|     | Na křídlech koní                      | Iva Marešová a 999                        |          |
|     | Je(mně) příjemně                      | Pavel Helan                               |          |
|     | Visací zámek znovu zasahuje           | Visací zámek                              | reedice  |
|     | Žofín                                 | Visací zámek                              | reedice  |

#### Prosinec
| Den | Album                   | Umělec                       | Poznámky                                    |
| --- | ----------------------- | ---------------------------- | ------------------------------------------- |
| 1.  | Sobě                    | Jarret                       | v mp3 již 24. listopadu 2008                |
| 1.  | Orikoule                | Orion a James Cole           |                                             |
| 1.  | The Golden Touch        | DJ Wich                      |                                             |
| 1.  | To se nám hodí          | Sníh na schodišti            |                                             |
| 1.  | Lidové písničky         | Jan Nedvěd                   |                                             |
| 6.  | Stopy nezmizí           | Epy de Mye                   |                                             |
| 7.  | Fifty fifty             | Zora Jandová                 |                                             |
| 10. | O slunovratu            | Hradišťan                    | platinová edice (CD+DVD)                    |
| 10. | Kryštof v Opeře         | Kryštof                      |                                             |
| 12. | Ante Portas             | Headdy                       |                                             |
| 12. | Komplet                 | Wanastowi Vjecy              |                                             |
| 14. | Borderline              | FDK                          |                                             |
| 15. | There Is Hope           | AghaRTA GANG                 |                                             |
| 15. | Židovské šabatové písně | Mišpacha                     |                                             |
| 24. | Z pódia                 | Jaromír Nohavica             | krátké DVD ke stažení z oficiálních stránek |
|     | Slunci ležím v rukou    | Dáša Voňková a Zdeněk Zdeněk |                                             |
|     | Should I Run            | Kubatko                      |                                             |

### Zahraniční hudební alba
- Chinese Democracy – Guns N' Roses
- "Dead Ball Project vol.2" - Deadball-P
- Death Magnetic – Metallica
- D.E.V.O.L.U.T.I.O.N. – Destruction
- Dig Out Your Soul – Oasis
- "Missing" - samfree
- Music of the Spheres – Mike Oldfield
- Simple Plan – Simple Plan
- Tribute to Stephane Grappelli – Rosenberg Trio
- WinterMoon Symphony – WelicoRuss
- Vesyolye Ulybki – t.A.T.u.
- Supreme Show – Suzuki Ami
- "Game" - Perfume
- "COVER YOU" - Morning Musume
- "Set List ~Greatest Songs 2006-2007~"  - AKB48
- "GUILTY" - Ajumi Hamasaki
- "Re:package" - kz (livetune), Hatsune Miku
- "Superfly" - Superfly
- "Kingdom" - Koda Kumi
- "HEART STATION" - Utada Hikaru
- "C.O.P.Y." - Aira Mitsuki
- "Communication!!!" - Leah Dizon
- "Best Fiction" - Namie Amuro
- "Daybreak" - samfree
- "Dead Ball Project vol.1" - Deadball-P
- "Miku no Kanzume" - OSTER Project

## Domácí hity
- „Ztrácíš“ – Marek Ztracený
- „Atentát“ – Kryštof
- „Moj bože“ – Katarína Knechtová
- „Pocity“ – Tomáš Klus
- „Jaký to je“ – Ewa Farná
- „Navěky“ – Klus, Ztracený, Langerová
- „Něco končí“ – Marek Ztracený
- „Hvězdy nad hlavou“ – Chinaski
- „Tak nějak málo tančím“ – Kryštof
- „Duša a já“ – No Name
- „Sorry Baby“ – Airfare
- „Jednou nebe zavolá“ – Petr Kolář
- „Anděl“ – Tereza Kerndlová
- „Boží mlejny“ – Ewa Farná
- „Love Me Again“ – Helena Zeťová
- „Tenkej led“ – Lucie Vondráčková
- „Vo svetle Žiaracích hvezd“ – Katarína Knechtová
- „Kdoví jestli“ – Kabát
- „Raci v práci“ – Kabát
- „Stay With Me“ – Verona
- „Pořád jsme to my“ – Marpo
- „Basama fousama“ – Chinaski
- „Vieš byť zlá“ – Miro Žbirka
- „Nebudeme ztrácet čas“ – Le Monde
- „Jsi má baletka co tančí“ – Michal Hrůza
- „Švec“ – Divokej Bill
- „Prase“ – Divokej Bill
- „Máj“ – Support Lesbiens
- „Twice Shy“ – Support Lesbiens
- „Pýcha a pád“ – Petr Kolář
- „Najednou“ – Jana Lota
- „Venkovan kluk“ – Mig 21
- „Do nebe“ – Tomáš Klus
- „Mám jizvu na rtu“ – Jaromír Nohavica

## Úmrtí
- 25. července – Pavel Grohman, bubeník a spoluzakladatel skupiny Chinaski
- 1. květen – František Sahula